# Рудка (Тернопольская область)
Рудка (укр. Рудка) — село в Кременецкой городской общине Кременецкого района Тернопольской области Украины.
Код КОАТУУ — 6123483103. Население по переписи 2001 года составляло 662 человека.

## Географическое положение
Село Рудка находится на правом берегу реки Иква,
выше по течению на расстоянии в 0,5 км расположено село Дворец,
ниже по течению на расстоянии в 3 км расположено село Куликов.
Примыкает к селу Колосовая.
По селу протекает пересыхающий ручей с запрудой.

## История
- 1566 год — первое упоминание о селе.

## Объекты социальной сферы
- Клуб.